# Anthony Salerno
Anthony "Fat Tony" Salerno ou Anthony "Tony Gordo" Salerno (East Harlem, Nova Iorque, 15 de agosto de 1911 - Springfield, Missouri, 27 de julho de 1992) foi um mafioso americano que serviu como subchefe e chefe da família do crime Genovese na cidade de Nova Iorque desde 1981 até sua condenação em 1986.

## Infância
Salerno nasceu e foi criado em East Harlem, Nova Iorque. Na juventude, envolveu-se com jogos de azar, números, agiotagem e esquemas de proteção para a família Luciano, que mais tarde passou a ser conhecida como família Genovese. Salerno era membro do 116th Street Crew, chefiado por Michael "Trigger Mike" Coppola. Salerno subiu na hierarquia da família controlando uma possível operação de extorsão de milhões de dólares por ano no Harlem e uma grande operação de agiotagem. Em 1948, Coppola fugiu para a Flórida para escapar às acusações de assassinato, e Salerno assumiu o controlo do grupo.
Em 1959, Salerno financiou em secredo uma luta pelo título de boxe profissional de pesos-pesados no Yankee Stadium de Nova Iorque, entre o boxeador sueco Ingemar Johansson e o boxeador americano Floyd Patterson. Nenhuma acusação foi feita contra Salerno. Salerno dividia seu tempo entre uma casa em Miami Beach, Flórida, e um apartamento na luxuosa seção de Gramercy Park em Manhattan. Salerno serviu como consigliere, subchefe e chefe interino da família Genovese.
Na década de 1960, Salerno controlava a maior operação de apostas ilegais em Nova Iorque, arrecadando cerca de cinquenta milhões de dólares por ano. Salerno manteve sua sede no Palma Boys Social Club em East Harlem e continuou a trabalhar nessas áreas. O FBI o acusou de chefiar uma rede de agenciadores de apostas e agiotas que faturava um milhão de dólares anualmente. Salerno contratou Roy Cohn como seu advogado. Em 20 de abril de 1978, Salerno foi condenado a seis meses de prisão federal por jogo ilegal e acusações de sonegação de impostos . No início de 1981, após sua libertação da prisão, Salerno sofreu um leve derrame e se retirou para sua propriedade em Rhinebeck para se recuperar. Na época de seu derrame, Salerno era subchefe Genovese.

## Chefe da frente Genovese e prisão
Após a recuperação de Salerno de seu derrame e da morte do chefe da frente Genovese Frank Tieri, a 31 de março de 1981, Salerno o sucedeu. Embora a polícia na época pensasse que Salerno era o chefe da família Genovese, era um segredo público nos círculos da máfia de Nova Iorque que Salerno era apenas um testa de ferro para o verdadeiro chefe, Vincent "the Chin" Gigante. Por exemplo, Alphonse "Little Al" D'Arco, que mais tarde se tornou o chefe interino da família do crime Lucchese antes de se tornar informante, disse aos investigadores que quando ele se tornou um Lucchese made man em 1982, foi informado de que Gigante era o chefe da familia Genovese. Desde a morte do chefe Vito Genovese em 1969, o verdadeiro líder da família era Philip "Benny Squint" Lombardo . Ao longo dos anos, Lombardo usou vários testas de ferro para esconder seu verdadeiro status das autoridades, uma prática que continuou quando Gigante assumiu a liderança da família após a aposentadoria de Lombardo em 1981.
Em 25 de fevereiro de 1985, Salerno e outros oito chefes de Nova Iorque da "Comissão da Máfia" foram indiciados no Julgamento da Comissão da Máfia  Em outubro de 1986, a revista Fortune nomeou Salerno, de 75 anos, como o maior gângster da América em poder, riqueza e influência. Por essa razão, ele era nominalmente o réu principal no julgamento. Muitos observadores contestaram a classificação de Salerno, alegando que as autoridades tinham exagerado muito a importância de Salerno para chamar a atenção para o processo legal contra ele. O pedido de fiança de Salerno foi negado e seus advogados apelaram da decisão até à Suprema Corte dos Estados Unidos. No entanto, em Estados Unidos v. Salerno, a Suprema Corte decidiu que ele poderia ser detido sem direito a fiança por causa de ser um perigo potencial para a comunidade. Junto com os outros réus do julgamento, Salerno se declarou inocente em 1 de julho de 1985. Em 19 de novembro de 1986, Salerno foi condenado por acusações relativas à lei RICO - Racketeer Influenced and Corrupt Organizations Act (Lei de Organizações Corruptas e Influenciadas por Extorsão). Em 13 de janeiro de 1987, ele foi sentenciado, junto com outros seis réus, a cem anos de prisão sem liberdade condicional e multado em 240 000 dólares.
Enquanto aguardava o julgamento da Comissão da Máfia, Salerno foi indiciado em um julgamento separado em 21 de março de 1986, em uma segunda acusação federal de extorsão, que acusou Salerno de ter ocultado o controle acionário da S & A Concrete Co. e Transit-Mix Concrete Corp. Na construção da Mount Sinai School of Medicine, do Memorial Sloan-Kettering Cancer Center e da Trump Tower. Salerno também foi acusado de ajudar ilegalmente a eleição de Roy Lee Williams para a presidência nacional do Sindicato dos Caminhoneiros. Salerno se declarou inocente de todas as acusações. Em outubro de 1988, ele foi condenado e sentenciado a setenta anos de prisão, incluindo uma multa de 376 000 dólares, e ordenado à confiscação de metade dos lucros da extorsão (estimados em trinta milhões de dólares).
Em 1986, pouco após a condenação de Salerno no julgamento da Comissão, o braço direito de Salerno, Vincent "The Fish" Cafaro, tornou-se informante e disse ao FBI que Salerno nunca foi o verdadeiro chefe dos Genoveses, mas era apenas uma fachada para o Gigante. Cafaro também revelou que a família Genovese mantinha essa farsa desde 1969. Um bug do FBI capturou uma conversa na qual Salerno e o capo Matthew "Matty the Horse" Ianniello estavam revisando uma lista de possíveis candidatos a serem eleitos em outra família. Frustrado porque os apelidos dos aspirantes não foram incluídos, Salerno deu de ombros e disse: "Vou deixar isso para o chefe" - um sinal claro de que ele não era o verdadeiro líder da família. No entanto, de acordo com o repórter de crime organizado do New Iorque Times Selwyn Raab, embora os promotores tenham errado ao classificar Salerno como o chefe genovês, esse erro não teria prejudicado a condenação de Salerno no julgamento da Comissão ou sua sentença de 100 anos. Em seu livro Five Families, Raab observou que Salerno havia sido julgado e condenado por atos criminais específicos, não por ser um chefe.

## Morte
Após sua condenação e prisão, a saúde de Salerno piorou devido ao diabetes e à suspeita de câncer de próstata . Em 27 de julho de 1992, Anthony Salerno morreu no Centro Médico para Prisioneiros Federais em Springfield, Missouri .
Salerno foi enterrado no Cemitério de Saint Raymond, na seção Throggs Neck do Bronx, na cidade de Nova Iorque.

## Na cultura popular
Salerno é interpretado por Paul Sorvino no filme Kill the Irishman (2011) e por Domenick Lombardozzi no filme The Irishman (2019).